# Bielawy Śmigielskie
Bielawy Śmigielskie – wąskotorowy przystanek kolejowy w Bielawach, w woj. wielkopolskim, w Polsce.